# Перець п'янкий
Перець п'янкий, чи кава, кава-кава (лат. Piper methysticum) — вид рослин роду перець родини перцеві.
Сама назва кава (kava, kava-kava) походить з тонганської і маркізької мов, і буквально означає «гіркий»; інші назви включають 'awa (Гаваї), 'ava (Самоа), yaqona (Фіджі), sakau (Понпеї), malok чи malogu (деякі райони Вануату).
Слово кава вживається як щодо рослини, так і до напою, отримуваному з його коріння. Екстракт коріння має заспокійливу дію, його традиційно вживають майже по всій Океанії (Полінезія, Меланезія, частково Мікронезія) для розслаблення без порушення ясності розуму. Активні складники кави одержали назву кавалактонів.

## Історія
Рослину вперше описав німецький науковець Георг Форстер під час другої експедиції Джеймса Кука.

## Ботанічна характеристика
Перець п'янкий добре росте на пухких, добре дренованих ґрунтах, оскільки корінню потрібний доступ повітря. У природі зростає в місцях зі значною кількістю опадів (2 000 мм/рік). Ідеальні умови для росту — 20-35 °C при відносній вологості повітря 70–100 %. Рослині шкодить надмірне сонячне світло, особливо на ранній стадії зростання.
Статеве розмноження культурної форми відсутнє. Жіночі квітки трапляються рідко, і не приносять плодів навіть після ручного запилення. Розмножують каву-каву переважно живцями.
Збір традиційно здійснюють на четвертий рік після посадки: у старіших рослинах вищі концентрації кавалактонів. Досягнувши висоти 2 м, кава-кава перестає рости у висоту, тільки розширяючи своє стебло і даючи додаткові стебла. Коріння сягає глибини 60 см.

## Склад

Алкалоїди кави

Кореневище містить близько 50 % крохмалю, а також смолу, багату на кавалактони, ароматичні неазотисті речовини (метистицин, каваїн і інші найбільш активні з них належать до дигідро-5,6 кавалактонів). У рослині також виявлені алкалоїди, два в кореневищі, й один в листі; флавокавіни, етиловий спирт, фітостерол, цетони й органічні кислоти.

## Приготування напою
Традиційний спосіб споживання кореню — розжовування, розмелювання чи розтовчування. Розмелюють коріння прямо в руці, використовуючи шматок коралу замість товкачика. Води додають небагато, бо свіжий корінь виділяє досить вологи під час роздрібнення. Товчіння здійснюють на великому камені за допомогою цурки. Після цього корінь кладуть у холодну воду й відразу ж споживають. Смак злегка пекучий, чіткі смакові відтінки залежать від того, чи було використана суха чи свіжа речовина, й від інших чинників. Колір — зелений від коричнюватого до непрозорого зеленуватого.

## У фармакології
З кореня виробляють екстракт — препарат «Стресплант», що має седативний, снодійний, знеболюючий ефекти, протимікробну дію стосовно патогенних коків, збудників кишкових інфекцій, володіє помірною діуретичною і спазмолітичною властивостями. В Америці поширений чай з перцю п'янкого, що має заспокійливі і тонізуючі властивості.
У фармацевтичному виробництві кавалактони екстрагують з рослини, використовуючи такі розчинники, як надкритичний діоксид вуглецю, ацетон і етанол. Отримувані препарати містять від 30 до 90 відсотків кавалактонів. При такому способі залишається певна кількість домішок неясного складу, визначити якість сировини теж становить трудність.

## Кава і кавакава
Схожа рослина Piper excelsum також відома як «маорійська кава» чи «кавакава» (kawakawa), іноді змішується з кавою. Незважаючи на те, що ці рослини виглядають схоже, вони являють собою різні, хоч і споріднені види. Кавакава — невелике дерево, ендемік Нової Зеландії, і воно використовується в традиційній медицині і маорійській культурі. Як зауважує Новозеландське Кавове Товариство, «з усієї ймовірності, кава була відома першим поселенцям Аотеароа [Нової Зеландії]. Також можливо, що (так само, як полінезійські мігранти, що оселилися на Гаваях) маорійські дослідники захопили з собою трохи кави. На жаль, клімат більшої частини Нової Зеландії виявився надто холодним для вирощування кави і тому маорійські поселенці втратили свою священну рослину». Далі, «у Новій Зеландії, де природні умови надто суворі для кави, маорійці дали назву „кава-кава“ схожій рослині Piperaceae M. excelsum, у пам'ять про рослини кави, що безсумнівно, привезли з собою і безуспішно намагалися вирощувати. Маорійське слово kawa також має значення „церемоніальний протокол“, що є відсиланням до стилізованого споживання наркотичних речовин, типового в полінізійських суспільствах». У традиційній медицині кавакава використовується для лікування шкірних інфекцій, ран і порізів, і (у вигляді чаю) при розладах шлунка й інших дрібних нездужаннях.